# تانل کانگرت
تانل کانگرت (انگلیسی: Tanel Kangert؛ زادهٔ ۱۱ مارس ۱۹۸۷) یک دوچرخه‌سوار اهل استونی است.
از افتخارات وی میتوان به کسب قهرمانی در تور ابوظبی ۲۰۱۶ اشاره کرد.